# Моховое (Рязанская область)
Моховое — село в Скопинском районе Рязанской области, входит в состав Успенского сельского поселения.

## География
Село расположено в 14 км на север от центра поселения села Успенское и в 15 км на север от райцентра города Скопин.

## История
Деревня Моховая впервые упоминается в Переписной книге 1716 г. Ряжского уезда. Деревня владельческая. В 1740 году состояла из 8 дворов. К 1747 году количество дворов увеличивается до 11 - ти.
В 1782 году в деревне началось строительство каменной двухэтажной церкви, окончено строительство и освящена церковь в 1785 году. Строителем её был бригадир Иван Иванович Вердеревский. В нижнем этаже устроен престол в честь Воздвижения Честного Креста Господня; а в верхнем — в честь Иконы Божией Матери Феодоровской, который был освящен в первой половине XIX столетия. Одновременно с церковью устроена была и колокольня, но она за ветхостью в сороковых годах XIX века была разобрана, на ее месте колокольня окончена постройкою в 1867 году.
С постройкой храма в 1785 г. деревня Моховая меняет название на село Крестобогородичное на четверть века, которое, тем не менее, окончательно не прижилось, и в 1810-х годах окончательно закрепляется название село Моховое.
В XIX — начале XX века село входило в состав Сергиевской волости Скопинского уезда Рязанской губернии. В 1906 году в селе было 68 дворов.
В советское время в Моховом был организован колхоз "Светлый путь", неоднократно выходивший в лидеры по сбору зерновых. Велось жилищное строительство, существовала местная школа. 
С 1929 года село являлось центром Моховского сельсовета Скопинского района Рязанского округа Московской области, с 1932 года — в составе Пронского района, с 1937 года — в составе Рязанской области, с 1965 года — в составе Скопинского района, с 2005 года — в составе Успенского сельского поселения.

## Население
| 1859 | 1906 | 2010 |
| ---- | ---- | ---- |
| 372  | ↗510 | ↘283 |

## Достопримечательности
В селе расположена недействующая Крестовоздвиженская церковь (1785)